# Љу Цунгјуен
Љу Цунгјуен (кин: 柳宗元; пин: Liǔ Zōngyuán, 773 — 819), је био кинески песник и писац који је живиоу у Чанг'ану током Танг династије. Рођен је у покрајини Јинченг у Шаншиу. Љу је био мајстор поезије пејзажа, као и социјалне и лирске поезије. Описи предела често садрже једну животну филозофију, чиме је неизбежно утицао на поезији Сунга.
Био је члан политичке групе која је покушала да наговори цара да спроведе одређене реформе и од тога је прогоњен у Јунгџоу у Хунану. Касније је протеран још и даље од престонице у Гвенџоу, где је и умро.
Постоје око 180 његових песама. Нека његова дела славе његову слободу од државне службе, а друге тугују прогонство.